# Бекерат, Альфред фон
Альфред фон Бекерат (нем. Alfred von Beckerath; 4 октября 1901, Агно, Франция — 7 января 1978, Мюнхен, Германия) — немецкий композитор, дирижёр, музыковед
.

## Биография
Родился в семье капитана немецкой кавалерии. Вырос во Франкфурте-на-Майне. С 1920 по 1925 изучал музыковедение и композицию в Консерватории Франкфурта-на-Майне, Фрайбурге-им-Брайсгау и Музыкальной академии Мюнхена. Учился у Йозефа Хаса и Макса Регера. После учёбы работал дирижёром в Висбадене и Франкфурте.
После окончания Второй мировой войны был музыкальным руководителем в «Театре молодёжи» («Theater der Jugend») в Мюнхене, а в середине 1950-х годов — городского театра Ингольштадта. В 1951 году его заслуги были отмечены музыкальной премией города Мюнхена. В 1962 году был награждён Швабингской художественной премией (Schwabinger Kunstpreis).
Альфред фон Бекерат — плодовитый композитор. Его музыкальные сочинения включают камерную музыку, оркестровые и хоровые произведения, кантаты, песни, духовную музыку, сонаты и оперы (в том числе молодёжные), музыку для кино.
Использовал инструменты, мало распространённые в классической музыке, такие как цимбалы, цитры, мандолины, аккордеоны и саксофоны.
В последние годы жизни нашёл свой особый стиль.

## Избранные сочинения
Оперы
- Frau Holle
- Till Ulenspiegel

Кантаты
- Heinzelmännchen
- Ländlicher Marsch

Миниатюры
- Concerto rondino
- Sonate für Flöte und Klavier
- Musik für 2 Blasorchester